# دوري كرة القدم السلوفيني الدرجة الثالثة 2009–10
دوري كرة القدم السلوفيني الدرجة الثالثة 2009–10 هو موسم من دوري كرة القدم السلوفيني الدرجة الثالثة ‏. فاز فيه NK Šmartno 1928 ‏.